# Trichocereus tunariensis
Trichocereus tunariensis là một loài thực vật có hoa trong họ Cactaceae. Loài này được Cárdenas miêu tả khoa học đầu tiên năm 1959.